# Gustavus Fox
Gustavus Vasa Fox (13 de junho de 1821 – 29 de outubro de 1883) foi um oficial da Marinha dos Estados Unidos, que serviu durante a Guerra Mexicano-Americana e como o primeiro Secretário Assistente da Marinha dos Estados Unidos durante a Guerra Civil Americana.

## Vida e carreira
Fox nasceu em Saugus, Massachusetts, e seus pais o nomearam em homenagem ao rei sueco Gustavo I, também conhecido como Gustav (ou Gustavus) Vasa. Seus pais, Dr. Jesse Fox e Olivia Fox (nascida Flint) não eram Sueco-americanos, e podem ter sido inspirados a nomear seu filho após Gustav I pela popular peça de Henry Brooke Gustavus Vasa: The Deliveror Of His Country. Fox frequentou a Lowell High School em Lowell, Massachusetts de 1836 a 1838.
Em 12 de janeiro de 1838, Fox foi nomeado guarda-marinha. Durante a Guerra Mexicano-Americana, ele serviu no brigue Washington no esquadrão do Comodoro Matthew Perry, e participou da captura de Tabasco, México, entre 14 e 16 de janeiro de 1847. Posteriormente, comandou vários navios a vapor de correio. Ele se demitiu da Marinha em 30 de julho de 1856 e se envolveu na fabricação de materiais de lã.
No início da Guerra Civil Americana, ele se voluntariou para o serviço. O presidente Abraham Lincoln concedeu-lhe uma nomeação temporária na Marinha e enviou-o no vapor Baltic para o socorro de Fort Sumter. Fox não conseguiu socorrer o forte antes que o bombardeio Confederado forçasse sua rendição, mas depois conseguiu retirar a guarnição.

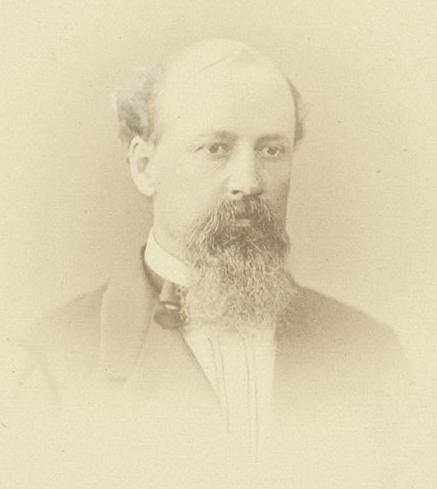
Gustavus V. Fox

Em 1 de agosto de 1861, Lincoln o nomeou Secretário Assistente da Marinha dos Estados Unidos, cargo que ocupou até o final da Guerra Civil. Em 1866, foi enviado em uma missão especial à Rússia; transmitiu as congratulações do Presidente ao Czar Alexandre II por seu escape de uma tentativa de assassinato. Sua viagem foi feita no monitor Miantonomoh, que foi o primeiro navio desta classe a cruzar o Atlântico. Eles foram acompanhados pelo Augusta.
Em 1882, ele publicou um artigo sugerindo que Samana Cay nas Bahamas era Guanahani, ou San Salvador, a primeira ilha que Cristóvão Colombo alcançou em sua descoberta das Américas. Pouca atenção foi dada ao seu artigo até 1986, quando a National Geographic Society também concluiu que Samana Cay era San Salvador.
Ele morreu em Lowell, Massachusetts, aos 62 anos.

## Homenagens e legado
Três navios da Marinha dos EUA – TB-13, DD-234 e CG-33 – foram nomeados USS Fox em sua memória.

## Na cultura popular
Fox é um dos principais personagens do ponto de vista na trilogia de história alternativa Stars and Stripes do romancista Harry Harrison.

## Publicações
- Fox, Gustavus V. (1882), An Attempt to Solve the Problem of the First Landing Place of Columbus in the New World. Report of the Superintendent of the U. S. Coast and Geodetic Survey (Appendix No. 18, June 1880), Washington: Government Printing Office.